# Miguel Ángel Juan Bello
Miguel Ángel Juan Bello (Valencia, 29 de agosto de 1961) es un empresario español especializado en el sector de la ciberseguridad.
Es titulado en ingeniería industrial desde 1986 y siguió estudios de doctorado en Sistemas Informáticos y Computación por la Universidad Politécnica de Valencia (UPV), sin llegar a presentar su tesis. También ha sido profesor asociado en el área de Ingeniería de Software, de 1986 a 1989.
Trabajó para IBM como ingeniero senior y como enlace técnico en sus laboratorios de Endicott y Poughkeepsie (Nueva York, Estados Unidos) entre 1989 y 1995. Más adelante fue consultor para varias empresas del sector de las Tecnologías de la información y la comunicación (TIC).
En 2004 funda S2 Grupo junto a su socio, José M. Rosell. Sus áreas de interés abarcan los temas de ciberseguridad, inteligencia artificial y su impacto en la ciencia, la tecnología y la sociedad. Además, ha participado en numerosos proyectos europeos de I+D y en su proceso de internacionalización en Europa e Iberoamérica.
Formó parte de la junta directiva (Board of Directors) de la European Cyber Security Organization (ECSO), entre 2018 y 2020, y fue miembro del Consejo Social de la Universidad Politécnica de Valencia de 2020 a 2022. Actualmente es patrono de la Cátedra de Cultura Directiva y Empresarial de la UPV; forma parte del patronato y del comité ejecutivo de la Fundación Étnor, dirigida por Adela Cortina y, desde 2023, es presidente de Mensa España.
En 2023 fue galardonado con el premio al Mejor Directivo del año otorgado por el Consejo Social de la UPV, galardón que destaca la labor de directivos que han impulsado el éxito de sus organizaciones, contribuyen al desarrollo de la sociedad y fortalecen los vínculos entre universidad y mundo empresarial.